# Edmund Newton Harvey

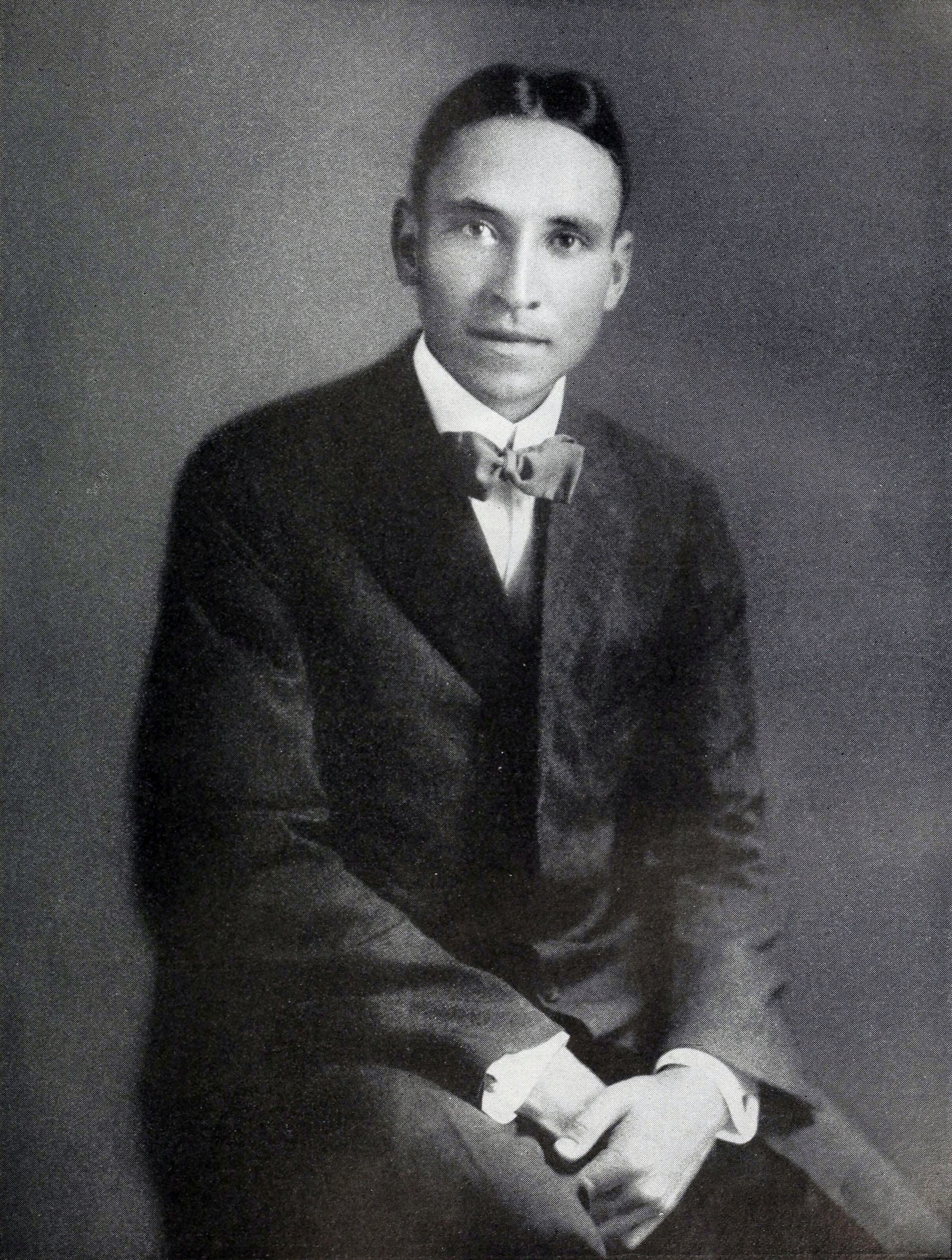

Edmund Newton Harvey, genannt Newton Harvey, (* 25. November 1887 in Germantown, Philadelphia; † 21. Juli 1959 in Woods Hole, Massachusetts) war ein US-amerikanischer Pionier der Biolumineszenz.

## Leben
Harvey studierte an der Germantown Academy und der University of Pennsylvania und hat 1911 bei Thomas Hunt Morgan an der Columbia University promoviert (The permeability of cells). Sein Interesse für Biolumineszenz entstand 1913 auf einer Südpazifik-Forschungsreise unter Leitung von Alfred G. Mayer, der Professor an der University of Pennsylvania gewesen war. Er forschte daran unter Edwin Conklin an der Princeton University, an der er 1911 Instructor, 1915 Assistant Professor wurde und 1919 eine volle Professur erhielt. 1933 wurde er als Nachfolger von Conklin Henry Fairfield Osborn Professor. 1956 ging er in den Ruhestand.
1916 heiratete er die Biologin Ethel Nicholson Browne und auf Hochzeitsreise in Japan wurde er mit dem leuchtenden Krebs Cypridina hilgendorfii bekannt, der sein Forschungsobjekt werden sollte und sich sehr gut für das Studium der Biolumineszenz eignete (Luciferin-Luciferase-System).
Er schrieb eine Geschichte der Lumineszenz.
1947 erhielt er den Rumford-Preis. Er war seit 1929 Mitglied der American Philosophical Society und seit 1934 der National Academy of Sciences. 1948 wurde Harvey in die American Academy of Arts and Sciences gewählt.

## Schriften
- The nature of animal light. Lippincott, Philadelphia 1920.
- Living light. Princeton University Press, 1940
- Bioluminescence. Academic Press, 1952.
- History of Luminescence from the earliest times to 1900. Memoirs American Philosophical Society, 1957.